# Obaga de Bonrepòs
L'Obaga de Bonrepòs és una obaga del terme municipal de Gavet de la Conca, al Pallars Jussà, dins de l'antic terme de Sant Salvador de Toló, l'extrem sud-occidental de la qual entra dins dels termes d'Artesa de Segre i de Vilanova de Meià, a la Noguera. És a l'oest del santuari de la Mare de Déu de Bonrepòs, a prop del límit dels termes municipals esmentats, a l'esquerra de la capçalera del barranc del Cabirol. És a llevant de Planistella i del Camí nou de Bonrepòs, i a ponent de la Boïga de les Pedres i del Camí de Cal Castellí.